# Miroslav Raduljica
Miroslav Raduljica (en cirílico serbio: Мирослав Радуљица, nacido el 5 de enero de 1988 en Inđija, Serbia, RFS de Yugoslavia) es un jugador de baloncesto serbio que actualmente juega en el Maroussi B.C. griego.
También integra la selección de Serbia en competiciones internacionales,
Con 2.13 de estatura, su puesto natural en la cancha es el de pívot.

## Estadísticas de su carrera en la NBA

### Temporada regular
| Año     | Equipo    | PJ | PT | MPP | %TC  | %3P  | %TL  | RPP | APP | ROB | TPP | PPP |
| ------- | --------- | -- | -- | --- | ---- | ---- | ---- | --- | --- | --- | --- | --- |
| 2013-14 | Milwaukee | 48 | 2  | 9.7 | .540 | .000 | .818 | 2.3 | .5  | .1  | .3  | 3.8 |
| Total   | Total     | 48 | 2  | 9.7 | .540 | .000 | .818 | 2.3 | .5  | .1  | .3  | 3.8 |